# Sredozemski šur
Sredozemski šur (znanstveno ime Trachurus mediterraneus) je morska riba iz družine trnobokov.

## Opis in biologija
Sredozemski šur je subtropska bentopelaška ribja vrsta, ki lahko doseže v dolžino do 60 cm, povprečno pa okoli 30 cm. Prvi je vrsto leta 1868 opisal avstrijski ihtiolog, zoolog in herpetolog Franz Steindachner, ki jo je takrat poimenoval z znanstvenim imenom Caranx trachurus mediterraneus. Kasneje so vrsto opisali še Y. G. Aleev, leta 1956 ter J. Dardignac in A. Vincent. Rodovno ime izhaja iz grškega korena trachys, ki pomeni »robat« ter oura, ki pomeni »rep«.
Telo je podolgovato in bočno stisnjeno.  Glava je velika, z izrazito naprej potisnjeno spodnjo čeljustjo. Zgornja čeljust je prav tako močna in izrazita. Oči so zaščitene s posebnimi vekami. Hrbtna stran je modro sive do črne, boki in trebuh pa belo srebrne barve.  Repna plavut je rumene barve, pred analno plavutjo pa se nahajata dva trna. Tik za škržnim poklopcem ima sredozemski šur značilno temno pego.
Sredozemski šur ima rad brakično vodo in subtropske temperature. Je dober plavalec, ki se hrani predvsem s sardelami, inčuni in manjšimi raki. Pogosto se združuje v jate z drugimi vrstami svojega rodu, predvsem s šnjuri in pisanimi šuri.

## Gospodarska pomembnost
Sredozemski šur je gospodarsko pomembna ribja vrsta Sredozemlja in Črnega morja. V Črnem morju predstavlja kar 54% vsega ulova, v Marmarskem morju pa okoli 39%. V Egejskem in Sredozemskem morju predstavlja 3-4% skupnega letnega ulova.
V Evropski uniji je najmanjša lovna mera za to ribjo vrsto 15 cm, v Ukrajini le-ta znaša 10 cm, v Romuniji in Bolgariji 12 cm ter v Turčiji 13 cm.